# Plagiotheciella
Plagiotheciella là một chi rêu trong họ Plagiotheciaceae.